# Insurrezione dell'esercito di Resistenza del Signore

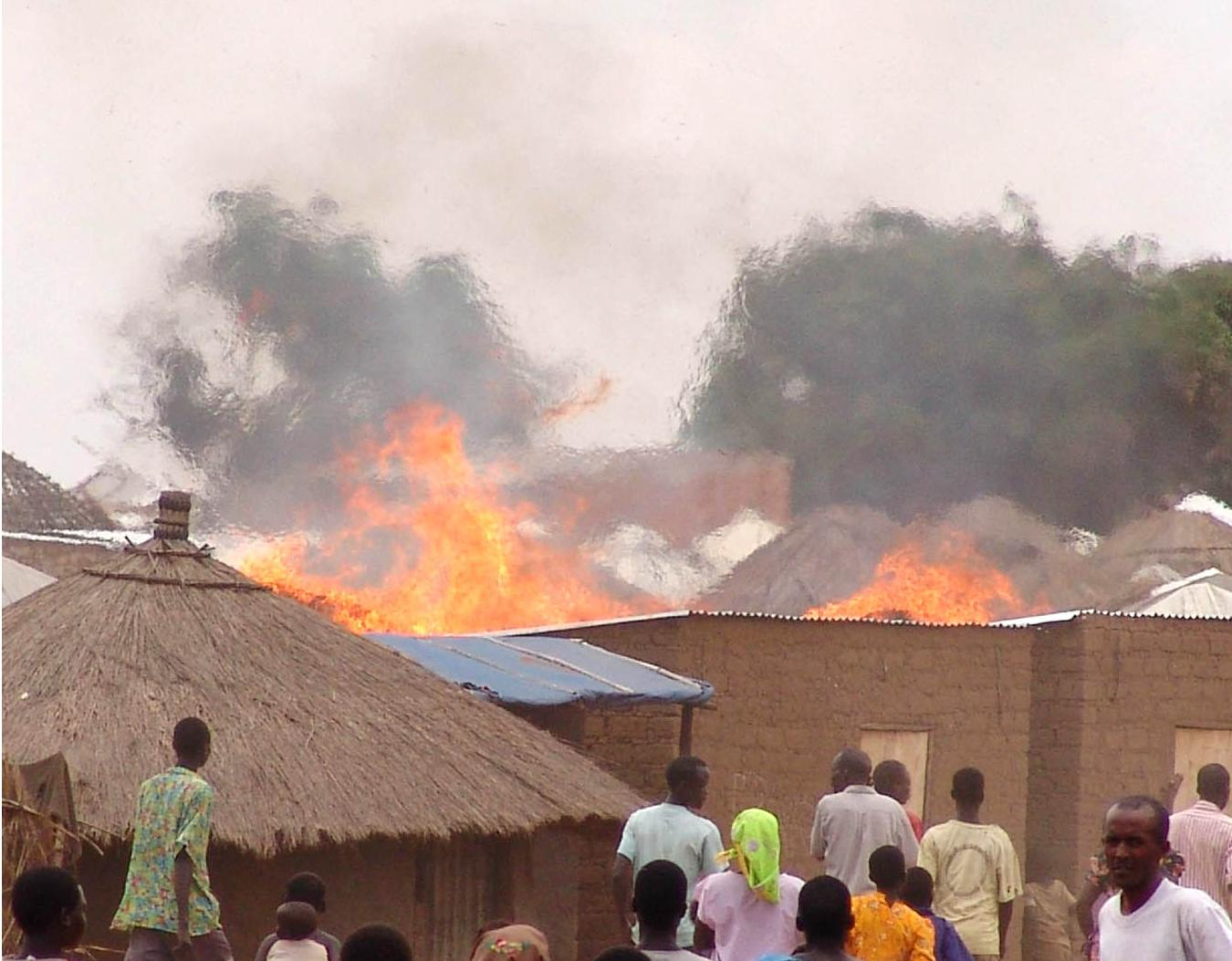
Il villaggio di Parabongo in fiamme

L'insurrezione dell'esercito di Resistenza del Signore è una campagna di guerriglia iniziata dall'esercito di resistenza del Signore (LRA) principalmente in Uganda, ma anche nel Sudan meridionale e nella Repubblica Democratica del Congo orientale.
Il movimento, capitanato da Joseph Kony, autoproclamatosi medium e persona attraverso cui Dio parla agli uomini, ha lo scopo di rovesciare il governo ugandese di Yoweri Museveni e di stabilire una teocrazia basata sui dieci comandamenti e sulle tradizioni del popolo Acholi.

## La nascita dello LRA
Nel 1987 l'Uganda usciva dalla sua sanguinosa (300 000 morti) Prima Guerra civile, che aveva visto opporsi varie fazioni dopo la deposizione del dittatore Idi Amin Dada nel 1979, la Uganda National Liberation Army (UNLA), supportata dalla vicina Tanzania, il NRA di Museveni, che nel 1986 prese il potere effettivo del Paese, e le forze di Alice Auma, detta la Strega del Nord, a comando di un esercito parareligioso, dettato secondo lei dalle forze soprannaturali che ella stessa avrebbe posseduto. Il NRA aveva dunque vinto, e l'UNLA fu costretto a riparare in Sudan, mentre Alice Auma in Kenya. Fu dopo ciò che un sedicente cugino della Auma, Joseph Kony, organizzò un esercito (inizialmente Esercito di Liberazione del Signore, poi Esercito Cristiano di Salvezza Unito, poi Esercito di Resistenza del Signore o LRA) che avesse lo scopo di difendere i diritti delle minoranze Acholi, sterminate durante la dittatura di Idi Amin Dada, ed instaurare uno stato teocratico.

## Gli abusi e le razzie
Joseph Kony afferma di avere gli stessi poteri sovrannaturali della cugina Alice Auma, e di essere un medium. Dal 1987, nonostante le dichiarazioni governative, lo LRA compie razzie e scorribande nei villaggi del Nord Uganda della stessa popolazione che si era prefisso di proteggere, gli Acholi. Il 6 ottobre 2005 la Corte penale internazionale ha accusato i leader dello LRA di crimini contro l'umanità, per aver perpetrato stupri, violenze, omicidi, abusi su minori, utilizzo di bambini soldato, mutilazioni.
Si ritiene che Joseph Kony abbia rapito 20 000 bambini, per tenerli come schiavi sessuali o soldati dei capi ribelli. Il 12 novembre 2006 il capo dello LRA incontra un emissario dell'ONU e gli dichiara, come riferisce l'agenzia Reuters, di non avere rapito bambini. Nonostante ciò, a fine 2008, al riscoppiare del Conflitto del Kivu, l'Esercito di Resistenza del Signore si allea con i ribelli di Laurent Nkunda, e, valicando il confine, inizia a perpetrare le stesse violenze e razzie contro la popolazione civile intorno a Goma. La guerra civile in Uganda dal 1987 ha portato anche alla morte di 20 000 persone secondo Peace Reporter.